# Карвальо, Лула
Лула Карвальо (род. 1977) — бразильский кинооператор. Известен по таким работам, как Элитный Отряд, Элитный отряд: Враг внутри, Робокоп и Черепашки-ниндзя. Сын кинооператора Уолтера Карвальо.

## Оператор
- 2001 — Atrocidades Maravilhosas
- 2004 — A Star for Ioiô
- 2005 — Incuráveis
- 2006 — Moacir Arte Bruta
- 2006 — Fabricando Tom Zé
- 2007 — Trópico das Cabras
- 2007 — Meu Nome é Dindi
- 2007 — Элитный Отряд / Elite Squad
- 2008 — Праздник мертвой девочки / A Festa da Menina Morta
- 2008 — December
- 2009 — Фелиситас / Felicitas
- 2009 — Будапешт / Budapest
- 2010 — Secrets of the Tribe
- 2010 — Элитный отряд: Враг внутри / Elite Squad: The Enemy Within
- 2010 — Elevado 3.5
- 2011 — Мы будем вместе / Estamos Juntos
- 2011 — Letter to the Future
- 2011 — Força-Tarefa (сериал)
- 2012 — Пограничный путь / A Beira do Caminho
- 2012 — Raul — O Início, o Fim e o Meio
- 2012 — Искусственный рай / Paraísos Artificiais
- 2014 — Робокоп / RoboCop
- 2014 — Черепашки-ниндзя / Teenage Mutant Ninja Turtles
- 2016 — Черепашки-ниндзя 2 / Teenage Mutant Ninja Turtles: Out of the Shadows

## Режиссёр
- 2001 — Atrocidades Maravilhosas

## Продюсер
- 2011 — Letter to the Future